# Pobrđe (Kotor)
Pour les articles homonymes, voir Pobrđe.
Pobrđe (en serbe cyrillique : Побрђе) est un village du sud-ouest du Monténégro, dans la municipalité de Kotor.

## Démographie

### Évolution historique de la population
| 1948 | 1953 | 1961 | 1971 | 1981 | 1991 | 2003 |
| ---- | ---- | ---- | ---- | ---- | ---- | ---- |
| 209  | 209  | 240  | 180  | 144  | 225  | 119  |